# Lawrence H. Fountain

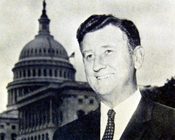
Lawrence H. Fountain (1964)

Lawrence H. Fountain (* 23. April 1913 in Leggett, Edgecombe County, North Carolina; † 10. Oktober 2002 in Raleigh, North Carolina) war ein US-amerikanischer Politiker, der den Bundesstaat North Carolina zwischen 1953 und 1983 im US-Repräsentantenhaus vertrat. Er war Mitglied der Demokratischen Partei.

## Werdegang

### Frühes Leben
Lawrence Fountain wurde in Leggett geboren, wo er auch die öffentliche Schule besuchte. Später studierte er an die University of North Carolina at Chapel Hill, wo er 1934 einen Abschluss als Bachelor of Arts erhielt und später einen Abschluss als Juris Doctor erwarb. Seine Zulassung als Anwalt in North Carolina erhielt er 1936. Anschließend praktizierte er in Tarboro und war bis März 1942 in der Demokratischen Partei politisch tätig. Kurz nachdem die Vereinigten Staaten in den Zweiten Weltkrieg eintraten, meldete sich Fountain bei der United States Army. Dort stieg er sehr schnell im Dienstgrad vom Private der Infanterie zu einem Major des Judge Advocate General’s Corps auf. Mit diesem Dienstgrad wurde er auch am 4. März 1946 aus der Army entlassen. Danach kehrte Fountain zu seiner Praxis in Tarboro zurück. Im Zivilleben blieb er Mitglied der Army Reserve und schied später als Lieutenant Colonel aus.

### Politisches Leben
Lawrence Fountain wurde 1947 in den Senat von North Carolina gewählt, wo er bis 1952 tätig war. Dort gab er sein Mandat auf, um im 83. Kongress der Vereinigten Staaten als Abgeordneter den zweiten Wahlbezirk von North Carolina zu vertreten. Fountain wurde noch vierzehn weitere Male in den Kongress gewählt. Danach entschloss er sich, nicht noch einmal für eine Wiederwahl in den 98. Kongress anzutreten. In dieser Zeit unterschrieb Fountain das so genannte „Southern Manifesto“, das ein Gerichtsurteil im Sinne der Rassengleichberechtigung verurteilte.
Präsident Lyndon B. Johnson ernannte 1967 Fountain zum US-Delegierten für die 22. Session der UN-Generalversammlung. In dieser Funktion war er am 6. Juni während der Debatte des Sicherheitsrates bezüglich des andauernden arabisch-israelische Sechstagekriegs als Assistent des US-Botschafters Arthur Goldberg tätig.
1978 setzte er sich für die Einführung des ersten unabhängigen, vom Präsidenten ernannten Generalinspekteurs (“watchdog”) im früheren Department of Health, Education and Welfare ein und arbeitete für die Etablierung eines Generalinspekteurs in jeder bundesstaatlichen Behörde  und in jedem Schlüsselministerium. Jeder Generalinspekteur spielte eine bedeutsame Rolle bei der Eindämmung von Verschwendung, Unterschlagung, Missbrauch und Missmanagement der Landesregierung.
Von Zeit zu Zeit war Fountain in den verschiedenen Unterausschüssen der beiden Committee on Government Operations und des Committee on Foreign Affairs tätig. Für 14 Jahre war er der Vorsitzende des House Foreign Affairs Subcommittee on Near Eastern Affairs. Des Weiteren war er für 28 Jahre Vorsitzender des House Government Operations Subcommittee on Intergovernmental Relations. Er leitete Hunderte von Untersuchungen bezüglich der Arzneimittelzulassung und leitete die Bemühung zu Schaffung von Generalinspekteuren in den bundesstaatlichen Ministerien und Behörden.
In den Jahren 1981 und 1982 war er Mitglied des Presidential Advisory Committee on Federalism. Der Ausschuss hatte die Verantwortung für die Beratung des Präsidenten mittels des Ausbaus von sachgemäßen Verhältnissen zwischen bundesstaatlichen, staatlichen und hiesigen Regierungen.

### Privatleben
Fountain war presbyterianischer Ältester und hatte eine mustergültige Sonntagsschule, die für mehr als 80 Jahre einen Besucherrekord hielt. Ferner war er von 1961 bis 1964 sowie wieder von 1977 bis 1980 als Verwalter der nationalen presbyterianischen Kirche tätig. Des Weiteren war er auch Mitglied des Vorstands des East Carolina Council (Scouting in North Carolina) der Boy Scouts of America und Mitglied der lokalen sowie anderer Anwaltskammern, des Elks und des Kiwanis Club. Fountain war als Vizegouverneur der sechsten Division des Carolina Bezirks von Kiwanis International tätig. Er war auch Jaycee und erhielt 1948 den Distinguished Service Award (Mann des Jahres) von den Tarboro Jaycees.
Als lebenslanger Verfechter für Bildung war Fountain Gründungsmitglied des Kuratorium des St. Andrews Presbyterian College von Laurinburg und wirkte von 1955 bis 1971 als Kurator. Er wurde 1972 wieder in das Gremium gewählt und war dort bis 1974 tätig.

## Auszeichnungen (Awards)
- 1971: North Carolina Citizens Association: Distinguished Public Service Award
- 1973: University of North Carolina School of Medicine: Distinguished Service Award
- 1975: Association of American University Presses: Distinguished Service to Higher Education and the Scholarly Community Award
- 1976: National League of Cities: Special Citation for Distinguished Congressional Service
- 1978: Association of Federal Investigators: Leadership and Distinguished Service Award
- 1982: Die  North Carolina League of Municipalities ehrte ihn bei der jährliche Zusammenkunft und verabschiedete einen Beschluss über die tief gehende Wertschätzung und Lob von Fountain für das “kontinuierliche Bestreben, die lokale Regierung zu unterstützen ... in der ganzen Nation”
- 1982: Im gleichen Jahr ehrte die Association of Federal Investigators den Abgeordneten Fountain zum zweiten Mal in fünf Jahren mit einem Award für die “großzügige Unterstützung der Gesetzesvollstreckung und Untersuchung, sowie für seine hervorragende Karriere im öffentlichen Dienst für das amerikanische Volk.”